# Henri VII Reuss de Köstritz
Henri VII Reuss de Köstritz (né le 14 juillet 1825 à Klipphausen - mort le 2 mai 1906 à Trebschen) est un diplomate allemand.

## Biographie
Né en 1825, Henri VII Reuss et le cinquième enfant et le troisième fils du prince Henri LXIII Reuss de Köstritz. De 1845 à 1849, il étudie le droit à l'université de Heidelberg et à l'Université Frédéric-Guillaume. Il entre ensuite au 8e régiment d'uhlans puis entre dans la diplomatie en 1853.
De 1854 à 1863, il occupe un poste de conseiller à la légation de Prusse à Paris puis à Cassel et Munich. Le 5 février 1868, il est envoyé comme envoyé extraordinaire et ministre-plénipotentiaire de la Confédération de l'Allemagne du Nord contrôlée par la Prusse de Guillaume Ier, à la cour de Russie. Le 26 avril 1871, Reuss est nommé premier ambassadeur de l'Empire allemand à Saint-Pétersbourg.
De 1873 à 1876, il sert l'empereur Guillaume Ier comme Adjudant-général avant d'épouser une nièce de l'impératrice, la princesse Marie-Alexandrine de Saxe-Weimar-Eisenach en 1876.
La même année, il intègre la chambre des seigneurs de Prusse. En 1877, nommé ambassadeur à Constantinople, il inaugure les bâtiments de l'ambassade qu'il a le droit d'agencer à son goût. Un an plus tard, il est nommé ambassadeur à Vienne, son dernier poste.